# Perinde ac cadaver

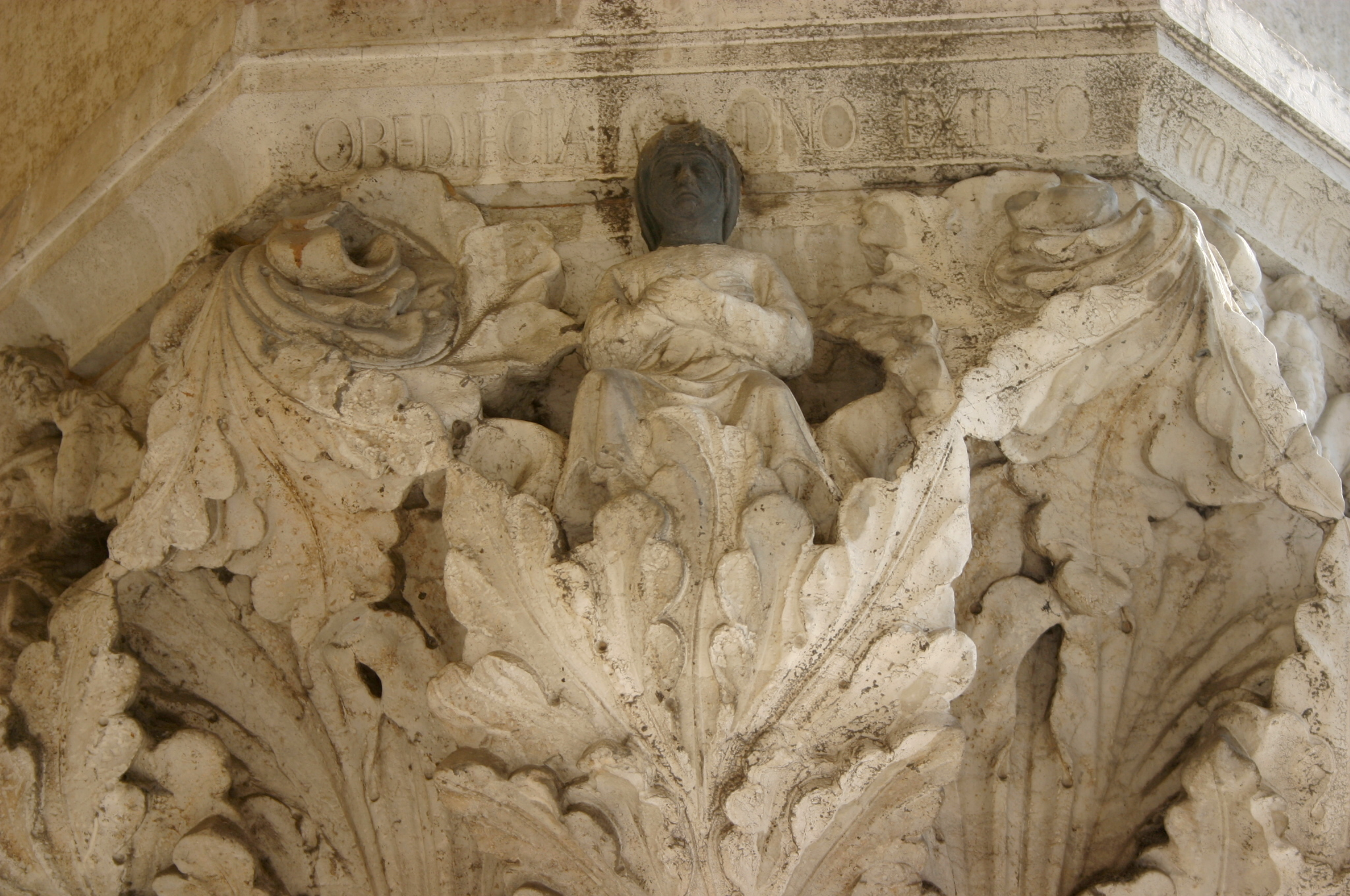
Le chapiteau des Vertus et des Vices : Obediencia D<omi>no exireo (« Obéissance à Dieu »). Palais des Doges, Venise.

La locution latine Perinde ac cadaver, qui signifie littéralement « à la manière d'un cadavre », illustre depuis l’époque des moines du désert (IVe siècle) l’idéal ascétique d’obéissance parfaite (dite « aveugle »), présenté comme la voie permettant au religieux d’accomplir infailliblement la volonté de Dieu dans sa vie - sans peur de la mort puisqu'elle est déjà passée…

## Origine de l’obéissance aveugle
L’idée d’obéissance aveugle (perfection de l’obéissance) est aussi ancienne que la vie des moines dans le désert. Pour éviter l’orgueil (obstacle majeur à la sainteté) et renoncer à la volonté propre, il n’y a pas de plus sûr moyen que de se soumettre totalement aux ordres du supérieur religieux. Basile de Césarée dans son Ascetica et Jean Cassien dans ses Institutions cénobitiques présentent plusieurs exemples d’obéissance aveugle, qui conduisent à un grand profit spirituel. Ainsi en va-t-il de l’abbé Jean de Lycopolis qui reçut l'ordre, lors de son noviciat, d'arroser un bâton mort, ce qu'il fit sans discontinuer un an durant, par esprit d’obéissance. 
Cette manière d’assujettir sans hésiter son jugement à un autre suppose que le commandement reçu est correct, prudent et en conformité avec la volonté de Dieu. Les maîtres anciens ne l’ignorent pas et sont clairs à ce sujet.

## LePerinde ac cadaver
L’image du cadavre qui se laisse faire apparaît dans les préceptes du « Vieux de la Montagne », grand-maître de la secte des Assassins :
« Tu seras entre les mains de ton cheikh comme entre les mains du laveur des morts. »
L'image se retrouve dans la Vie de saint François d’Assise écrite vers 1262 par son disciple et successeur, saint Bonaventure. Dans cette Vita, Bonaventure rapporte cet incident : « Un jour, on demanda à François qui peut être vraiment appelé obéissant. Il répondit en donnant le cadavre comme exemple : ‘Prends le cadavre et laisse-le là où tu veux : il ne te contredira pas et ne murmurera pas. Il ne dira rien lorsque tu l'auras déposé. Si tu le poses sur un siège, il ne regardera ni en haut ni en bas' (...) ».  
La société fortement hiérarchisée du Moyen Âge, où toute autorité, civile ou religieuse, avait un caractère sacré, et où l’esprit de chevalerie était présent, permettait sans difficulté ce type de comparaison.

## Dans la Compagnie de Jésus

### Obéissance ascétique (3ème vœu)
La sixième partie des Constitutions de la Compagnie de Jésus, concernant la vie personnelle des membres, traite des vœux - pauvreté, chasteté et obéissance - qui sont au cœur de la vie religieuse chrétienne. Le premier chapitre parle de la chasteté et de l’obéissance. Pour illustrer l’obéissance ascétique parfaite à laquelle le jésuite est appelé, Ignace reprend l’image traditionnelle : « Que chacun de ceux qui vivent sous l’obéissance se persuade qu'il doit se laisser mener et diriger par la divine Providence au moyen des Supérieurs, comme s’il était un cadavre [‘perinde ac si cadaver esse(n)t’] qui se laisse remuer et traiter comme on veut, ou comme le bâton d’un vieillard qui sert celui qui le manie où que ce dernier aille et quoi qu'il veuille faire. » [Const. N°547]
L’image est reprise d’écrits ascétiques traditionnels qui circulaient au XVIe siècle, sans doute par Juan de Polanco, secrétaire de la Compagnie, dont il est connu qu’il étudia les constitutions et textes fondateurs d’autres ordres religieux, Augustiniens, Bénédictins, Dominicains, Franciscains, avant de rédiger les Constitutions de la Compagnie
De tous les écrits fondateurs de la Compagnie de Jésus, c’est le seul endroit où l'on rencontre cette locution latine. Bien qu'Ignace traite fréquemment de la vertu et de la pratique de l'obéissance dans ses lettres, il n'utilise jamais la comparaison du cadavre, pas même dans la lettre du 26 mars 1553 adressée aux pères et frères de Coimbra (Portugal), parfois considérée comme un traité ignacien sur l’obéissance.

### Obéissance apostolique (4ème vœu)
Outre les vœux traditionnels de pauvreté, chasteté et obéissance, les Jésuites prononcent à la fin de leur formation un quatrième vœu : l'obéissance spéciale au pape "en ce qui concerne les missions". La septième partie des Constitutions qui traite de la "répartition [des membres] dans la vigne du Seigneur", ne fait jamais appel à une obéissance perinde ac cadaver, pas même dans son premier chapitre ("les missions données par le souverain pontife"). 
L'obéissance à la volonté de Dieu et au pape quant aux missions apostoliques reçues est l'une des caractéristiques de la Compagnie de Jésus.
L'obéissance apostolique, fondée sur le quatrième vœu, est un des fondements de la vie jésuite et de la spiritualité ignacienne. Mais, comme le montra lui-même Ignace de Loyola lorsqu’il résista vigoureusement au souhait des monarques catholiques et du Pape de voir certains premiers compagnons élevés à l’épiscopat ou au cardinalat, elle n’est pas vécue de manière servile ou aveugle.